# Luis Otaño
Luis Otaño Arcelus (Errenteria, 26 januari 1934) is een Spaans voormalig wielrenner die etappes won in de Ronde van Spanje en de Ronde van Frankrijk. Hij werd tweede in de Ronde van Spanje 1964 achter Raymond Poulidor.

## Carrière
Op 23-jarige leeftijd nam Otaño deel aan het wereldkampioenschap veldrijden in 1957. Hij werd 25e, bijna dertien minuten achter winnaar André Dufraisse. Zijn eerste officiële profoverwinning boekte Otaño in 1960 in het Critérium du Dauphiné. Hij was de sterkste in de vierde etappe die finishte in Cluses. Een jaar later boekte hij zijn eerste etappezege in de Ronde van Spanje. Hij won de tiende etappe in zijn derde deelname aan deze wedstrijd, Otaño was net één seconde sneller dan François Mahé. In 1962 werd Otaño nationaal kampioen in de wegwedstrijd van zijn thuisland. In 1966 behaalde hij deze titel voor de tweede maal. 1964 werd het jaar waarin hij zijn grootste succes behaalde. Hij won de negende etappe die werd verreden in het Baskenland en nam daarna voor vijf dagen de leiderstrui over van zijn landgenoot José Pérez Francés. Na zeventien verreden etappes werd Otaño verrassenderwijs tweede in het eindklassement achter de Fransman Raymond Poulidor. In 1966 won hij naast een deeletappe in de Ronde van Spanje ook een etappe in de Ronde van Frankrijk. Hij won de vijftiende etappe die finishte in Le Bourg d'Oisans. Dit was tevens zijn laatste noemenswaardige overwinning in een grote wedstrijd. In zijn een-na-laatste jaar eindigde hij nog als vierde in de Vuelta van 1967. In 1968 stopte hij als professioneel wielrenner.

## Overwinningen
1960
4e etappe Critérium du Dauphiné
1e etappe (deel A) Driedaagse van Antwerpen
1961
10e etappe Ronde van Spanje
1962
 Spaans kampioen op de weg, elite
1963
5e etappe Tour du Sud-Est
1e etappe Grand Prix du Midi Libre
3e etappe (deel A, ITT) Ronde van Catalonië
1964
9e etappe Ronde van Spanje
1965
2e etappe Eibarko Bizikleta
6e etappe Critérium du Dauphiné
1966
 Spaans kampioen op de weg, elite
1e etappe (deel B) Ronde van Levante
10e etappe (deel A) Ronde van Spanje
15e etappe Ronde van Frankrijk

### Resultaten in voornaamste wedstrijden
| Jaar | Ronde van Italië | Ronde van Frankrijk | Ronde van Spanje |
| ---- | ---------------- | ------------------- | ---------------- |
| 1958 |                  | 56e                 | 5e               |
| 1959 |                  | opgave              | 8e               |
| 1960 |                  | 42e                 |                  |
| 1961 |                  | 38e                 | 21e (1)          |
| 1962 |                  | 23e                 |                  |
| 1963 |                  | 38e                 |                  |
| 1964 |                  | 44e                 | ↑ (1)            |
| 1965 |                  | 30e                 | 14e              |
| 1966 |                  | 26e (1)             | 4e (1)           |
| 1967 |                  | opgave              | 4e               |
| 1968 |                  |                     | 11e              |

| Jaar | Milaan-San Remo | Ronde van Vlaanderen | Parijs-Roubaix | Luik-Bast.‑Luik |  | WK op de weg |
| ---- | --------------- | -------------------- | -------------- | --------------- |  | ------------ |
| 1958 |                 |                      |                |                 |  |              |
| 1959 |                 |                      |                |                 |  |              |
| 1960 | 24e             |                      |                |                 |  |              |
| 1961 |                 |                      |                | 8e              |  | opgave       |
| 1962 |                 |                      |                |                 |  | 13e          |
| 1963 | 6e              | 35e                  | 32e            | 31e             |  |              |
| 1964 |                 |                      |                |                 |  | 16e          |
| 1965 | 27e             |                      |                |                 |  | 48e          |
| 1966 |                 |                      |                |                 |  | opgave       |
| 1967 | 63e             |                      |                |                 |  |              |
| 1968 |                 |                      |                |                 |  |              |